# Contea di Cuona
Cuona (错那县S; 錯那縣T; Cuònà XiànP) è una contea cinese della prefettura di Shannan nella Regione Autonoma del Tibet.  Nel 1999 la contea contava 15.132 abitanti per una superficie totale di 34979 km². Secondo l'India questa regione fa parte dell'Arunachal Pradesh che è una zona contesa tra Repubblica Popolare Cinese e India.

## Geografia antropica

### Centri abitati
- Cuona 错那镇
- Kuju 库局乡
- Quzhuomu 曲卓木乡
- Langpo 浪坡乡
- Juela 觉拉乡
- Kada 卡达乡
- Gongri  贡日门巴民族乡
- Jiba 吉巴门巴民族乡
- Mama  麻玛门巴民族乡